# XIe législature de l'Assemblée de Madrid
La XIe législature de l'Assemblée de Madrid est un cycle parlementaire de l'Assemblée de Madrid, d'une durée d'un an et neuf mois, ouvert le 11 juin 2019 à la suite des élections du 26 mai 2019 et clos le 11 mars 2021 après l'anticipation des élections par la présidente Isabel Díaz Ayuso.

## Bureau
| Poste                    | Titulaire                           | Parti | Parti |
| ------------------------ | ----------------------------------- | ----- | ----- |
| Président                | Juan Trinidad                       |       | Cs    |
| Premier vice-président   | Paloma Adrados                      |       | PP    |
| Premier vice-président   | Jorge Rodrigo (22.10.2020)          |       | PP    |
| Deuxième vice-président  | Diego Cruz                          |       | PSOE  |
| Troisième vice-président | José Ignacio Arias                  |       | Vox   |
| Première secrétaire      | Eugenia Carballedo                  |       | PP    |
| Première secrétaire      | Jorge Rodrigo (03.10.2019)          |       | PP    |
| Première secrétaire      | Alicia Sánchez-Camacho (22.10.2020) |       | PP    |
| Deuxième secrétaire      | Encarnación Moya                    |       | PSOE  |
| Troisième secrétaire     | Esther Ruiz                         |       | Cs    |

## Groupes parlementaires
| Nom | Nom                      | Début | Fin | Porte-parole     |
| --- | ------------------------ | ----- | --- | ---------------- |
|     | Socialiste               | 37    | 37  | Ángel Gabilondo  |
|     | Populaire                | 30    | 30  | Alfonso Serrano  |
|     | Ciudadanos               | 26    | 26  | César Zafra      |
|     | Más Madrid               | 20    | 20  | Pablo Gómez      |
|     | Vox en Madrid            | 12    | 12  | Rocío Monasterio |
|     | Podemos-IU-Madrid en Pie | 7     | 7   | Isabel Serra     |

## Commissions parlementaires
| Commission                                                                            | Président                         | Parti | Parti |
| ------------------------------------------------------------------------------------- | --------------------------------- | ----- | ----- |
| Commissions permanentes législatives                                                  |                                   |       |       |
| Commission du Statut d'autonomie, du Règlement et du Statut du député                 | Jacinto Morano                    | UP    |       |
| Commission des Sports et de la Transparence                                           | Luis Pacheco                      | Cs    |       |
| Commission des Sports et de la Transparence                                           | Miguel Díaz (22.02.2021)          | Cs    |       |
| Commission de la Présidence                                                           | Paloma Adrados                    | PP    |       |
| Commission de la Justice, de l'Intérieur et des Victimes                              | Macarena Elvira                   | PSOE  |       |
| Commission des Budgets, des Finances et de la Fonction publique                       | Nicolás Rodríguez                 | PSOE  |       |
| Commission de l'Économie, de l'Emploi et de la Compétitivité                          | José Luis García                  | PSOE  |       |
| Commission de l'Économie, de l'Emploi et de la Compétitivité                          | Carlota Merchán (20.07.2020)      | PSOE  |       |
| Commission du Logement et de l'Administration locale                                  | Yolanda Estrada                   | PP    |       |
| Commission de l'Environnement, de l'Aménagement du territoire et de la Durabilité     | Pedro Rollán                      | PP    |       |
| Commission de l'Environnement, de l'Aménagement du territoire et de la Durabilité     | Juan Soler-Espiauba (17.02.2020)  | PP    |       |
| Commission de la Santé                                                                | José María Arribas                | PP    |       |
| Commission de la Santé                                                                | José Antonio Sánchez (21.10.2019) | PP    |       |
| Commission de la Santé                                                                | José María Arribas (09.03.2020)   | PP    |       |
| Commission des Politiques sociales, des Familles, de l'Égalité et de la Natalité      | Marta Marbán                      | Cs    |       |
| Commission des Transports, de la Mobilité et des Infrastructures                      | Miguel Díaz                       | Cs    |       |
| Commission des Transports, de la Mobilité et des Infrastructures                      | Luis Pacheco (01.03.2021)         | Cs    |       |
| Commission de l'Éducation                                                             | Carmen Castell                    | PP    |       |
| Commission de la Science, de l'Enseignement supérieur et de l'Innovation              | Eva Bailén                        | Cs    |       |
| Commission de la Culture et du Tourisme                                               | Miguel Arranz                     | PSOE  |       |
| Commission des Femmes                                                                 | Raquel Huerta                     | MM    |       |
| Commission des Femmes                                                                 | Alicia Gómez (17.02.2020)         | MM    |       |
| Commission des Femmes                                                                 | Clara Ramas (06.10.2020)          | MM    |       |
| Commission de la Jeunesse                                                             | Isabel Aymerich                   | PSOE  |       |
| Commission des politiques d'intégration du handicap                                   | Emilio Delgado                    | MM    |       |
| Commissions permanentes non-législatives                                              |                                   |       |       |
| Commission de vigilance des contrats publics                                          | Tamara Pardo                      | Cs    |       |
| Commission de Radiotélévision Madrid                                                  | Carla Antonelli                   | PSOE  |       |
| Commission de la Participation                                                        | María Pastor                      | MM    |       |
| Commissions d'étude                                                                   |                                   |       |       |
| Commission pour la récupération et le soutien à l'activité économique et sociale      | Carlos Carnero                    | PSOE  |       |
| Commission pour le défi démographique et le dépeuplement dans la communauté de Madrid | Ana Cuartero                      | Vox   |       |
| Commissions d'investigation                                                           |                                   |       |       |
| Commission AvalMadrid                                                                 | Modesto Nolla                     | PSOE  |       |
| Commission sur la situation provoquée par la Covid-19 dans les maisons de retraite    | José Ángel Gómez                  | PSOE  |       |

## Gouvernement et opposition

### Investiture
| Candidat | Date            | Vote       | | | | | | | Résultat |
| Candidat | Date            | Vote       | PSOE | PP | Cs | MM | Vox | Pod.-IU | Résultat |
| Aucun    | 10 juillet 2019 | Oui        | La présidence ayant constaté qu'aucun candidat ne réunit la majorité des voix, le délai de deux mois avant la déclenchement de nouvelles élections commence à courir. | La présidence ayant constaté qu'aucun candidat ne réunit la majorité des voix, le délai de deux mois avant la déclenchement de nouvelles élections commence à courir. | La présidence ayant constaté qu'aucun candidat ne réunit la majorité des voix, le délai de deux mois avant la déclenchement de nouvelles élections commence à courir. | La présidence ayant constaté qu'aucun candidat ne réunit la majorité des voix, le délai de deux mois avant la déclenchement de nouvelles élections commence à courir. | La présidence ayant constaté qu'aucun candidat ne réunit la majorité des voix, le délai de deux mois avant la déclenchement de nouvelles élections commence à courir. | La présidence ayant constaté qu'aucun candidat ne réunit la majorité des voix, le délai de deux mois avant la déclenchement de nouvelles élections commence à courir. | La présidence ayant constaté qu'aucun candidat ne réunit la majorité des voix, le délai de deux mois avant la déclenchement de nouvelles élections commence à courir. |
| Aucun    | 10 juillet 2019 | Non        | La présidence ayant constaté qu'aucun candidat ne réunit la majorité des voix, le délai de deux mois avant la déclenchement de nouvelles élections commence à courir. | La présidence ayant constaté qu'aucun candidat ne réunit la majorité des voix, le délai de deux mois avant la déclenchement de nouvelles élections commence à courir. | La présidence ayant constaté qu'aucun candidat ne réunit la majorité des voix, le délai de deux mois avant la déclenchement de nouvelles élections commence à courir. | La présidence ayant constaté qu'aucun candidat ne réunit la majorité des voix, le délai de deux mois avant la déclenchement de nouvelles élections commence à courir. | La présidence ayant constaté qu'aucun candidat ne réunit la majorité des voix, le délai de deux mois avant la déclenchement de nouvelles élections commence à courir. | La présidence ayant constaté qu'aucun candidat ne réunit la majorité des voix, le délai de deux mois avant la déclenchement de nouvelles élections commence à courir. | La présidence ayant constaté qu'aucun candidat ne réunit la majorité des voix, le délai de deux mois avant la déclenchement de nouvelles élections commence à courir. |
| Aucun    | 10 juillet 2019 | Abstention | La présidence ayant constaté qu'aucun candidat ne réunit la majorité des voix, le délai de deux mois avant la déclenchement de nouvelles élections commence à courir. | La présidence ayant constaté qu'aucun candidat ne réunit la majorité des voix, le délai de deux mois avant la déclenchement de nouvelles élections commence à courir. | La présidence ayant constaté qu'aucun candidat ne réunit la majorité des voix, le délai de deux mois avant la déclenchement de nouvelles élections commence à courir. | La présidence ayant constaté qu'aucun candidat ne réunit la majorité des voix, le délai de deux mois avant la déclenchement de nouvelles élections commence à courir. | La présidence ayant constaté qu'aucun candidat ne réunit la majorité des voix, le délai de deux mois avant la déclenchement de nouvelles élections commence à courir. | La présidence ayant constaté qu'aucun candidat ne réunit la majorité des voix, le délai de deux mois avant la déclenchement de nouvelles élections commence à courir. | La présidence ayant constaté qu'aucun candidat ne réunit la majorité des voix, le délai de deux mois avant la déclenchement de nouvelles élections commence à courir. |

| Candidat               | Date                                    | Vote       |      |    |    |    |     |         | Résultat |
| Candidat               | Date                                    | Vote       | PSOE | PP | Cs | MM | Vox | Pod.-IU | Résultat |
| Isabel Díaz Ayuso (PP) | 14 août 2019 (majorité absolue requise) | Oui        |      | 30 | 26 |    | 12  |         | 68 / 132 |
| Isabel Díaz Ayuso (PP) | 14 août 2019 (majorité absolue requise) | Non        | 37   |    |    | 20 |     | 7       | 64 / 132 |
| Isabel Díaz Ayuso (PP) | 14 août 2019 (majorité absolue requise) | Abstention |      |    |    |    |     |         | 0 / 132  |

## Désignations

### Sénateurs
| Parti | Parti                    | Sénateurs désignés       | Voix |
| ----- | ------------------------ | ------------------------ | ---- |
| PSOE  |                          | Pilar Llop Cuenca        | 112  |
| PSOE  | José Cepeda              |                          | 112  |
| PP    |                          | Ana Camins Martínez      | 112  |
| PP    | David Erguido Cano       |                          | 112  |
| Cs    |                          | Tomás Marcos Arias       | 112  |
| Cs    | Carlota Santiago Camacho |                          | 112  |
| MM    |                          | Eduardo Fernández Rubiño | 112  |

- David Erguido (PP), démissionnaire en septembre 2020, est remplacé par María Paloma Adrados Gautier.